# Associazione Calcio Napoli 1929-1930
Questa voce raccoglie le informazioni riguardanti l'Associazione Calcio Napoli nelle competizioni ufficiali della stagione 1929-1930.

## Stagione

Una formazione del 1929-30

La stagione 1929-1930 fu la 4ª stagione del Napoli in massima serie e la 1ª a girone unico.
In vista del primo torneo di Serie A a girone unico, il Napoli si rinforzò acquistando dalla Juventus il bomber Antonio Vojak che aveva vinto uno scudetto con la maglia bianconera nel 1925-26, segnando anche il gol della vittoria nella finale Lega Nord contro il Bologna. In panchina fu chiamato il mister William Garbutt, che aveva vinto due scudetti con il Genoa.
Il Napoli nel primo campionato di Serie A si piazzò al quinto posto.

## Divise
| Prima divisa | Divisa portiere |

## Organigramma societario
Area direttiva
- Presidente: Giorgio Ascarelli, poi Giovanni Maresca Donnorso di Serracapriola[3]

Area tecnica
- Allenatore: William Garbutt

## Rosa

Una formazione del campionato 1929-1930

| N. |                   | Ruolo | Calciatore                 |
| -- | ----------------- | ----- | -------------------------- |
|    | Italia (bandiera) | P     | Giuseppe Cavanna           |
|    | Italia (bandiera) | P     | Antonio Marietti           |
|    | Italia (bandiera) | D     | Paulo Innocenti (Capitano) |
|    | Italia (bandiera) | D     | Paolo Paganini             |
|    | Italia (bandiera) | D     | Vittorio Scacchetti        |
|    | Italia (bandiera) | D     | Giovanni Vincenzi          |
|    | Italia (bandiera) | C     | Carlo Buscaglia            |
|    | Italia (bandiera) | C     | Nicola Cassese             |
|    | Italia (bandiera) | C     | Roberto Di Martino         |
|    | Italia (bandiera) | C     | Camillo Fenili             |
|    | Italia (bandiera) | C     | Domenico Gariglio          |

| N. |                   | Ruolo | Calciatore        |
| -- | ----------------- | ----- | ----------------- |
|    | Italia (bandiera) | C     | Pino Ghisi        |
|    | Italia (bandiera) | C     | Adamo Roggia      |
|    | Italia (bandiera) | C     | Oreste Sallustro  |
|    | Italia (bandiera) | C     | Biagio Zoccola    |
|    | Italia (bandiera) | A     | Ernesto Ghisi     |
|    | Italia (bandiera) | A     | Marcello Mihalich |
|    | Italia (bandiera) | A     | Piero Pampaloni   |
|    | Italia (bandiera) | A     | Aldo Perani       |
|    | Italia (bandiera) | A     | Attila Sallustro  |
|    | Italia (bandiera) | A     | Antonio Vojak     |

## Calciomercato
| Acquisti | Acquisti          | Acquisti     | Acquisti   |
| R.       | Nome              | da           | Modalità   |
| -------- | ----------------- | ------------ | ---------- |
| P        | Giuseppe Cavanna  | Pro Vercelli | definitivo |
| P        | Antonio Marietti  | Fiumana      | definitivo |
| D        | Giovanni Vincenzi | Torino       | definitivo |
| C        | Marcello Mihalich | Fiumana      | definitivo |
| A        | Aldo Perani       | Atalanta     | definitivo |
| A        | Antonio Vojak     | Juventus     | definitivo |

| Cessioni | Cessioni            | Cessioni  | Cessioni   |
| R.       | Nome                | a         | Modalità   |
| -------- | ------------------- | --------- | ---------- |
| P        | Vittorio Pelvi      | Vis Nova  | definitivo |
| P        | Archimede Valeriani | Palermo   | definitivo |
| C        | Letterio Catapano   | Paganese  | definitivo |
| C        | Gontrano Innocenti  | Bagnolese | definitivo |
| C        | Vittorio Ramello    | Vomero    | definitivo |

## Risultati

### Serie A

#### Girone di andata
| Arbitro: | Caironi (Milano) |

|                                              |           |                   |
| Zoccola 10’ (aut.) Cevenini 65’ Munerati 86’ | Marcatori | 42’, 53’ Mihalich |

| Arbitro: | Mattea (Torino) |

|                      |           |              |
| Buscaglia 65’ (rig.) | Marcatori | 55’ Prosperi |

| Arbitro: | Carraro (Padova) |

|                             |           |                  |
| Buscaglia 75’ Sallustro 85’ | Marcatori | 32’ Santagostino |

| Arbitro: | Bruna (Venezia) |

|                                   |           |               |
| Pilati 53’ Maini 70’ Schiavio 86’ | Marcatori | 87’ Buscaglia |

| Arbitro: | Caironi (Milano) |

|               |           |              |
| Sallustro 29’ | Marcatori | 63’ Magnozzi |

| Arbitro: | Dani (Genova) |

|                           |           |                |
| Chini Ludueña 6’ Volk 62’ | Marcatori | 35’, 41’ Vojak |

| Arbitro: | Guarnieri (Milano) |

|                             |           |  |
| Sallustro 52’ Buscaglia 57’ | Marcatori |  |

| Arbitro: | Pessato (Monfalcone) |

|  |           |                                                |
|  | Marcatori | 14’, 41’ Mihalich 58’, 61’ Vojak 74’ Sallustro |

| Arbitro: | Mastellari (Bologna) |

|                                             |           |  |
| Buscaglia 61’ (rig.) Mihalich 80’ Vojak 85’ | Marcatori |  |

| Arbitro: | Bruna (Venezia) |

|                                   |           |                            |
| Leone 38’ Rossi 85’ Reguzzoni 87’ | Marcatori | 20’ Mihalich 67’ Sallustro |

| Arbitro: | Pessato (Monfalcone) |

|              |           |              |
| Mihalich 30’ | Marcatori | 5’ Seccatore |

| Arbitro: | Mastellari (Bologna) |

|                    |           |           |
| Blasevich 23’, 47’ | Marcatori | 90’ Vojak |

| Arbitro: | Rovida (Milano) |

|           |           |                          |
| Ghisi 47’ | Marcatori | 11’ Puerari 54’ Banchero |

| Arbitro: | Caironi (Milano) |

|  |           |                           |
|  | Marcatori | 5’ Mihalich 10’ Sallustro |

| Arbitro: | Giorgi (Milano) |

|                                |           |               |
| Vincenzi 35’ (aut.) Avalle 46’ | Marcatori | 15’ Sallustro |

| Arbitro: | Mastellari (Bologna) |

|           |           |  |
| Vojak 85’ | Marcatori |  |

| Arbitro: | Melandri (Bologna) |

|                                                |           |             |
| Vojak 18’ (rig.), 44’ Fenili 64’ Sallustro 88’ | Marcatori | 82’ Vollono |

#### Girone di ritorno
| Arbitro: | Turbiani (Ferrara) |

|                    |           |                      |
| Buscaglia 60’, 64’ | Marcatori | 3’ Munerati 15’ Orsi |

| Arbitro: | Guarnieri (Milano) |

|                          |           |           |
| Giuliani 29’ Frisoni 70’ | Marcatori | 85’ Vojak |

| Arbitro: | Ciamberlini (Genova) |

|                               |           |                |
| Torriani 21’ Santagostino 31’ | Marcatori | 43’, 79’ Vojak |

| Arbitro: | Caironi (Milano) |

|                           |           |                 |
| Buscaglia 35’ Zoccola 89’ | Marcatori | 75’ Della Valle |

| Arbitro: | Mattea (Torino) |

|                                       |           |  |
| Corsetti 17’ Alberti 26’ Magnozzi 54’ | Marcatori |  |

| Arbitro: | Carraro (Padova) |

|           |           |                |
| Vojak 33’ | Marcatori | 15’ Bernardini |

| Arbitro: | Pessato (Monfalcone) |

|            |           |  |
| Silano 85’ | Marcatori |  |

| Arbitro: | Giorgi (Milano) |

|                         |           |               |
| Sallustro 13’ Vojak 37’ | Marcatori | 62’ Piccaluga |

| Cremona 4 maggio 1930 26ª giornata | Cremonese        | 0 – 0 referto | Napoli | Stadio Giovanni Zini\| Arbitro: \| Gonani (Ravenna) \| |
| Arbitro:                           | Gonani (Ravenna) |               |        |                                                        |

| Arbitro: | Turbiani (Ferrara) |

|                                                         |           |                         |
| Sallustro 16’ Vojak 23’ Mihalich 65’ Borsani 89’ (aut.) | Marcatori | 18’ Rossi 62’ Reguzzoni |

| Arbitro: | Carraro (Padova) |

|                                         |           |  |
| Casalino 21’ Gatti 23’, 57’ Bajardi 25’ | Marcatori |  |

| Arbitro: | Lenti (Genova) |

|                               |           |               |
| Perani 44’ Sallustro 58’, 89’ | Marcatori | 72’ Serantoni |

| Arbitro: | Gonani (Ravenna) |

|                          |           |                      |
| Banchero 43’ Puerari 46’ | Marcatori | 66’ Vojak 81’ Roggia |

| Arbitro: | Bruna (Venezia) |

|                                        |           |  |
| Buscaglia 70’ (rig.), 76’ Mihalich 82’ | Marcatori |  |

| Arbitro: | U.Gama (Milano) |

|                                   |           |                |
| Ghisi 34’ Sallustro 84’ Vojak 86’ | Marcatori | 37’ Scagliotti |

| Arbitro: | Galassi (Torino) |

|                              |           |  |
| Bergamini 49’, 77’ Lamon 81’ | Marcatori |  |

| Arbitro: | Caironi (Milano) |

|                                          |           |                                |
| De Manzano 9’ Palumbo 15’ Castellani 90’ | Marcatori | 19’, 53’, 65’ Vojak 89’ Perani |

## Statistiche

### Statistiche di squadra
| Competizione | Punti | In casa | In casa | In casa | In casa | In casa | In casa | In trasferta | In trasferta | In trasferta | In trasferta | In trasferta | In trasferta | Totale | Totale | Totale | Totale | Totale | Totale | DR  |
| Competizione | Punti | G       | V       | N       | P       | Gf      | Gs      | G            | V            | N            | P            | Gf           | Gs           | G      | V      | N      | P      | Gf     | Gs     | DR  |
| ------------ | ----- | ------- | ------- | ------- | ------- | ------- | ------- | ------------ | ------------ | ------------ | ------------ | ------------ | ------------ | ------ | ------ | ------ | ------ | ------ | ------ | --- |
| Serie A      | 37    | 17      | 11      | 5       | 1       | 36      | 16      | 17           | 3            | 4            | 10           | 25           | 35           | 34     | 14     | 9      | 11     | 61     | 51     | +10 |

### Statistiche dei giocatori[10]
| Giocatore     | Serie A  | Serie A |
| Giocatore     | Presenze | Reti    |
| ------------- | -------- | ------- |
| C. Buscaglia  | 32       | 10      |
| N. Cassese    | 5        | 0       |
| G. Cavanna    | 30       | -42     |
| R. Di Martino | 32       | 0       |
| C. Fenili     | 23       | 1       |
| D. Gariglio   | 2        | 0       |
| E. Ghisi      | 5        | 2       |
| P. Ghisi      | 7        | 0       |
| P. Innocenti  | 33       | 0       |
| A. Marietti   | 4        | -9      |
| M. Mihalich   | 31       | 10      |
| P. Paganini   | 1        | 0       |
| P. Pampaloni  | 1        | 0       |
| A. Perani     | 17       | 2       |
| A. Roggia     | 26       | 1       |
| A. Sallustro  | 31       | 13      |
| O. Sallustro  | 5        | 0       |
| V. Scacchetti | 1        | 0       |
| G. Vincenzi   | 26       | 0       |
| A. Vojak      | 31       | 20      |
| B. Zoccola    | 29       | 1       |